# Andrzej Góralski
Andrzej Tadeusz Góralski (ur. 11 maja 1936 w Grudziądzu, zm. 29 lipca 2020 w Warszawie) – polski matematyk, metodolog, teoretyk twórczości i heurysta, profesor Akademii Pedagogiki Specjalnej.

## Życiorys
Obronił w 1966 pracę doktorską Badania dynamiki nieustalonej wymiany ciepła w wymienniku-zasobniku pod kierunkiem doc. dr Leona Kołodziejczyka na Politechnice Warszawskiej.
Sformułował zręby teorii twórczości i upowszechnił heurystykę w Polsce. Wniósł wkład do metodologii badań naukowych, przede wszystkim przez rozwinięcie statystyki kwalitatywnej oraz pedagogiki, przede wszystkim przez uformowanie pedagogiki twórczości i pedagogiki zdolności.
W latach 1968–1970 organizator Krajowej Dyspozycji Gazu. Habilitował się w 1978 na Wydziale Nauk Społecznych Uniwersytetu Warszawskiego w dziedzinie nauk humanistycznych, w dyscyplinie filozofia przedkładając w dorobku m.in. dysertację pt. „O metodzie statystyki kwalitatywnej”. Od 1981 roku prowadził kształcenie pedagogów twórczości w różnych zakresach i na różnych szczeblach. Od 2002 prowadził w Warszawie, Lwowie i w Mińsku międzyuczelniane Seminarium Teorii Twórczości. Redaktor Naczelny pisma Wspólnotowość i Postawa Uniwersalistyczna.
Wypromował 9 doktorów, sporządził 3 recenzje doktorskie i 2 recenzje habilitacyjne. Został wyróżniony godnością członka „Junior Academy of Science”, Medalem Komisji Edukacji Narodowej, Krzyżem Kawalerskim i Oficerskim Orderu Odrodzenia Polski. 26 października 2017 prezydent RP Andrzej Duda wręczył Andrzejowi Góralskiemu nominację profesorską.
Jego synem jest Maciej Góralski, polski muzyk i buddolog.
Pochowany na starym cmentarzu w Łomży.

## Dorobek naukowy
- Algorytmy i programy statystyki kwalitatatywnej  WNT, Warszawa 1979
- Zadanie metoda rozwiązanie. Techniki twórczego myślenia WNT, Warszawa 1977-1984 (pięć zbiorów)
- Twórcze rozwiązywanie zadań PWN, Warszawa1980 (wydanie drugie)
- Metody opisu i wnioskowania statystycznego w psychologii i pedagogice PWN, Warszawa 1987 (trzecie wydanie)
- Być nowatorem PWN, Warszawa 1990
- Zasadnicze przesłanki skuteczności wychowania zdolnych. Szkice do pedagogiki zdolności Wyd. JPBP, Warszawa 1991
- Reguły treningu twórczości Warszawa 1996
- Wzorce twórczości Wyd. Naukowe Scholar, Warszawa 1996
- Teoria twórczości Wyd. APS, Warszawa 2003
- Korzenie pamięci – listy, eseje, wspomnienia WNAT, Warszawa 2006
- Statystyka kwalitatywna. Wskaźniki i testy Wyd. Universitas Rediviva, Warszawa 2007
- Programowanie w PASCALU Wyd. APS, Warszawa 2009
- Programowanie w LOGO wyd. APS, Warszawa 2010
- George’a Polya pedagogika mistrzostwa. Wydawnictwo Akademii Pedagogiki Specjalnej, Warszawa 2013